# Cuapetes
Genre
Cuapetes est un genre de crevettes de la famille des Palaemonidae. La plupart de ces espèces vivent en association symbiotique avec des animaux plus grands, notamment des anémones de mer. 

## Liste des espèces
Selon World Register of Marine Species (17 décembre 2015) :
- Cuapetes agag (Kemp, 1922)
- Cuapetes akiensis (Kubo, 1936)
- Cuapetes americanus (Kingsley, 1878)
- Cuapetes amymone (de Man, 1902)
- Cuapetes anacanthus (Bruce, 1988)
- Cuapetes andamanensis (Kemp, 1922)
- Cuapetes calmani (Tattersall, 1921)
- Cuapetes darwiniensis (Bruce, 1987)
- Cuapetes demani (Kemp, 1915)
- Cuapetes edwardsii (Paul'son, 1875)
- Cuapetes elegans (Paul'son, 1875)
- Cuapetes ensifrons (Dana, 1852)
- Cuapetes grandis (Stimpson, 1860)
- Cuapetes johnsoni (Bruce, 1987)
- Cuapetes kororensis (Bruce, 1977)
- Cuapetes lacertae (Bruce, 1992)
- Cuapetes lanceolatus Okuno & Chan, 2012
- Cuapetes longirostris (Borradaile, 1915)
- Cuapetes nilandensis (Borradaile, 1915)
- Cuapetes paulsoni (Bruce, 2003)
- Cuapetes platycheles (Holthuis, 1952)
- Cuapetes rapanui (Fransen, 1987)
- Cuapetes seychellensis (Borradaile, 1915)
- Cuapetes suvadivensis (Borradaile, 1915)
- Cuapetes takedai Okuno, 2012
- Cuapetes tenuipes (Borradaile, 1898)
- Cuapetes uncinatus Bruce, 2012
- Cuapetes ungujaensis (Bruce, 1969)
- Cuapetes yapiensis Bruce, 2013

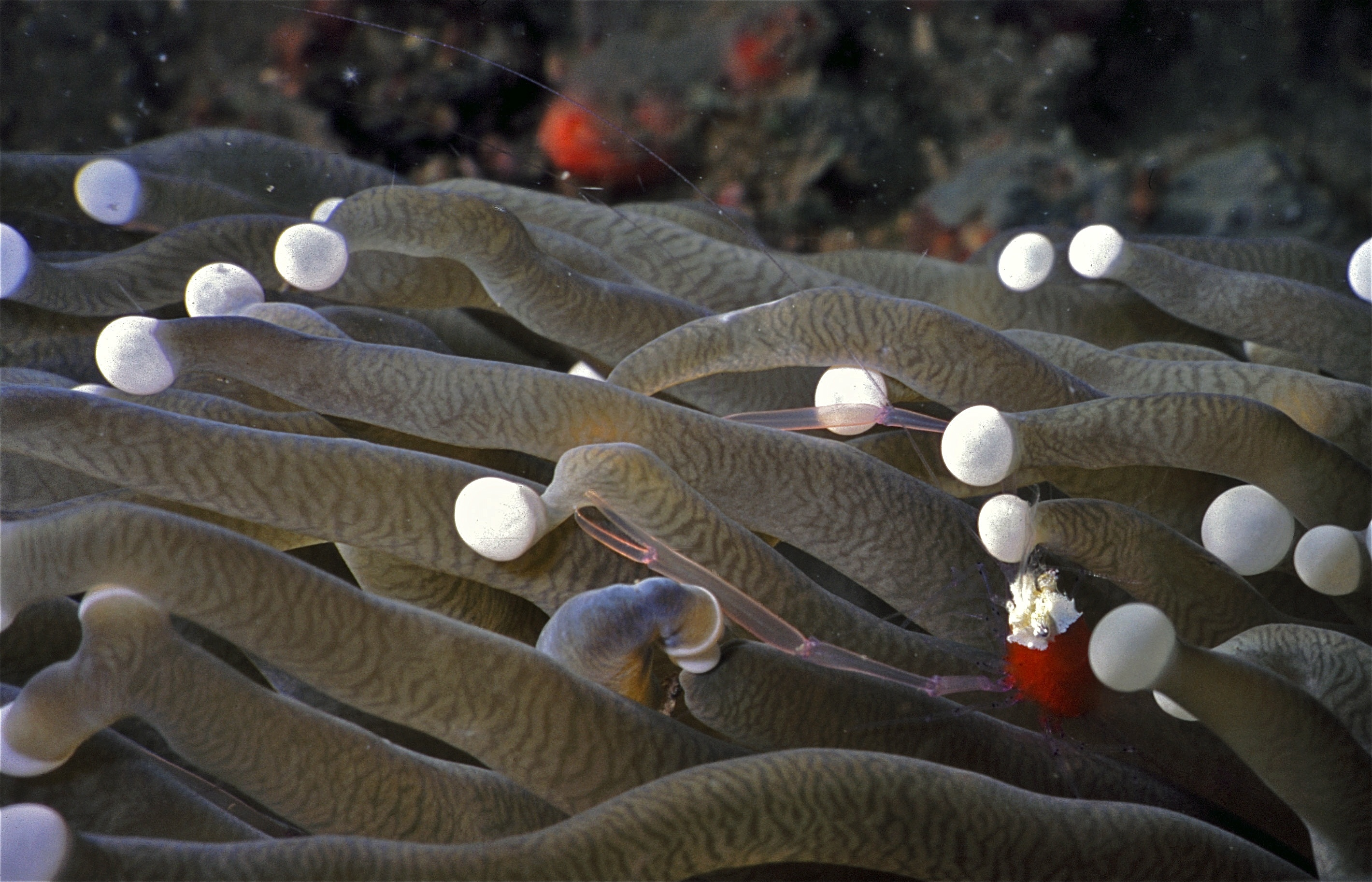
Cuapetes kororensis.
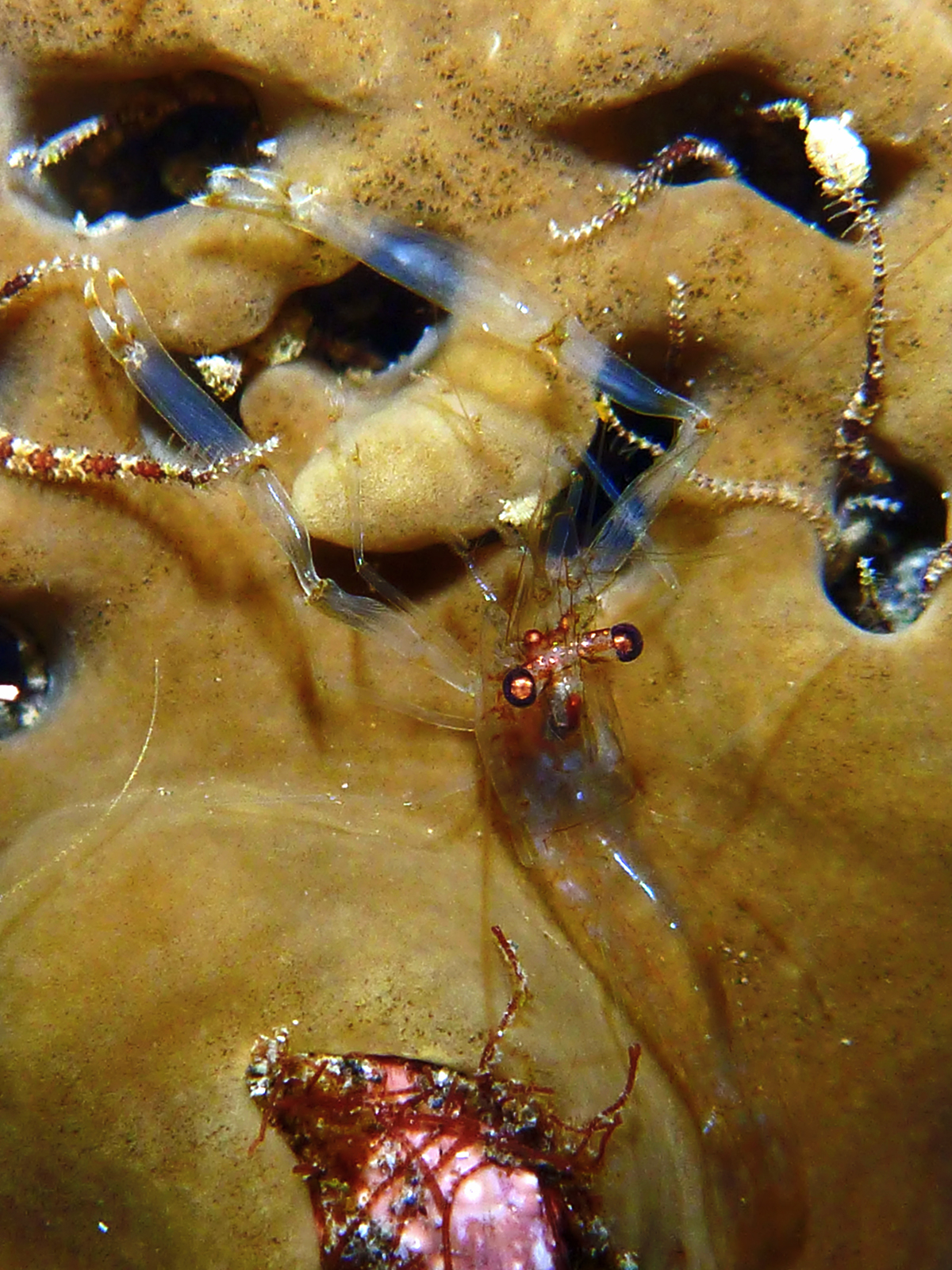
Periclimenes cf. longicaudatus.
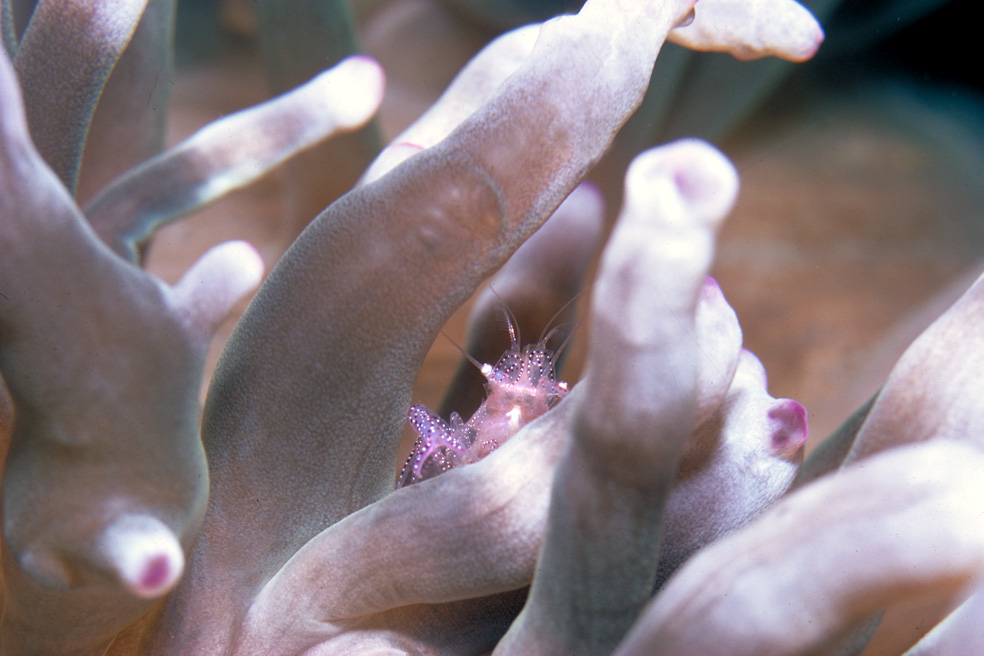
Cuapetes tenuipes.